# Supersano
Supersano (Supersanu in dialetto salentino) è un comune italiano di 4 054 abitanti della provincia di Lecce in Puglia.
Situato nell'entroterra del basso Salento, appartiene alla cosiddetta regione delle serre salentine.

## Geografia fisica

### Territorio

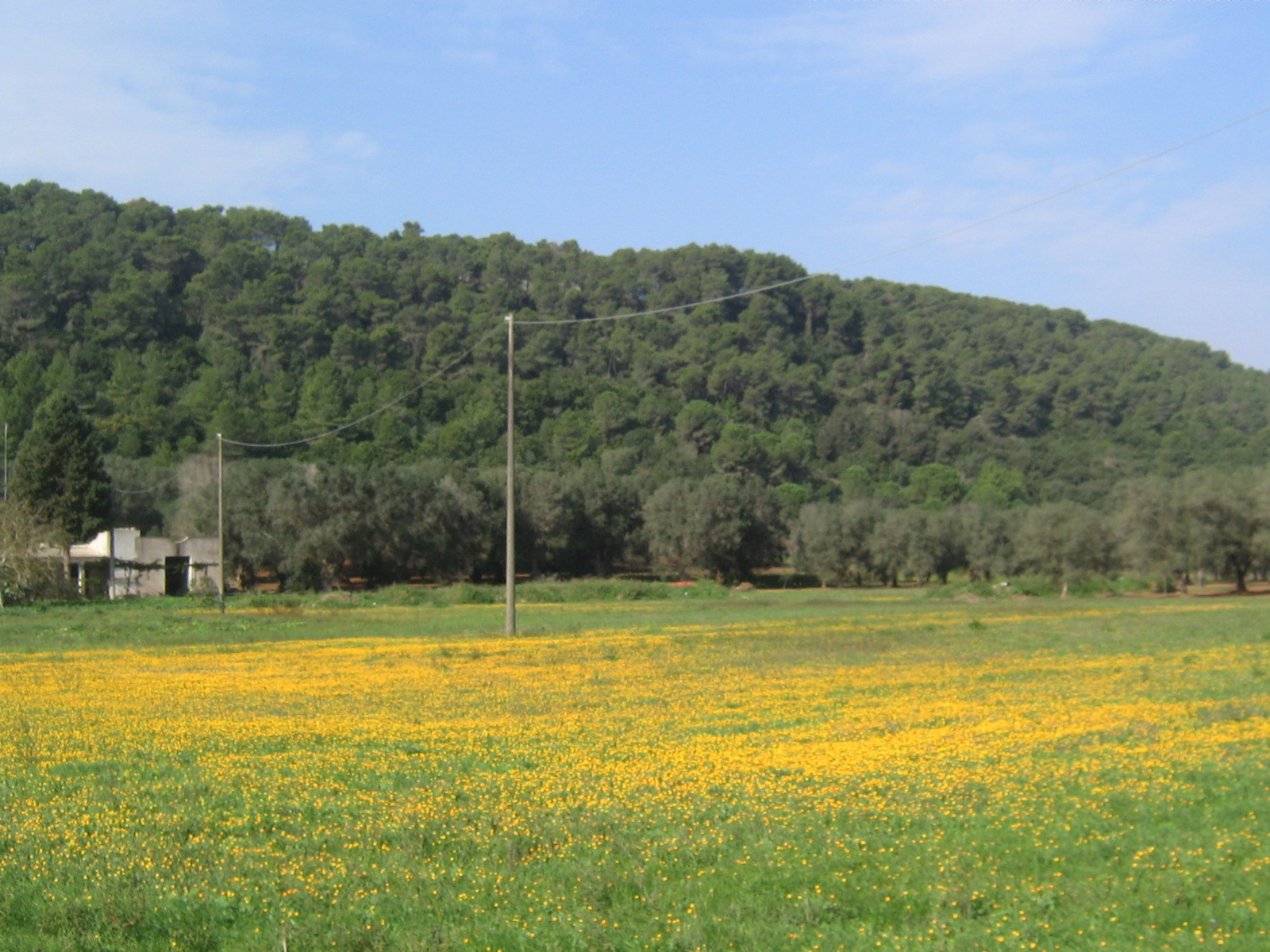
Serra di Supersano

Il territorio del comune di Supersano, che occupa una superficie di 36,18 km² nella parte meridionale della penisola salentina, è caratterizzato dai modesti rilievi delle serre salentine. Risulta compreso tra gli 85 e i 171 metri sul livello del mare. L'abitato si sviluppa in modo longitudinale da nord verso sud, parallelamente al costone della "Serra di Supersano-Ruffano". Nel comune ricadono l'Oasi Naturale della Serra di Supersano e una buona parte del Parco dei Paduli, un'area rurale caratterizzata da un paesaggio dominato prevalentemente da estesi e maestosi uliveti e nella quale sopravvivono numerose specie vegetali e animali; è il caso di alcuni esemplari di querce secolari, traccia dell'antico bosco di Belvedere. La presenza di due voragini naturali (del "Fao" e della "Vora"), generate da infiltrazioni nel sottosuolo di acque superficiali, testimoniano la natura carsica del territorio.
Confina a nord con i comuni di Collepasso, Cutrofiano e Scorrano, a est con i comuni di Botrugno, San Cassiano e Nociglia, a sud con i comuni di Montesano Salentino e Ruffano, a ovest con il comune di Casarano.
- Classificazione sismica: zona 4 (sismicità molto bassa), Ordinanza PCM n. 3274 del 20/03/2003

### Clima
Dal punto di vista meteorologico Supersano rientra nel territorio del basso Salento che presenta un clima prettamente mediterraneo, con inverni miti ed estati caldo umide. In base alle medie di riferimento, la temperatura media del mese più freddo, gennaio, si attesta attorno ai +9 °C, mentre quella del mese più caldo, agosto, si aggira sui +25,1 °C. Le precipitazioni medie annue, che si aggirano intorno ai 676 mm, presentano un minimo in primavera-estate ed un picco in autunno-inverno.
Facendo riferimento alla ventosità, i comuni del basso Salento risentono debolmente delle correnti occidentali grazie alla protezione determinata dalle serre salentine che creano un sistema a scudo. Al contrario le correnti autunnali e invernali da Sud-Est, favoriscono in parte l'incremento delle precipitazioni, in questo periodo, rispetto al resto della penisola.
| Supersano                  | Mesi | Mesi | Mesi | Mesi | Mesi | Mesi | Mesi | Mesi | Mesi | Mesi | Mesi | Mesi | Stagioni | Stagioni | Stagioni | Stagioni | Anno |
| Supersano                  | Gen  | Feb  | Mar  | Apr  | Mag  | Giu  | Lug  | Ago  | Set  | Ott  | Nov  | Dic  | Inv      | Pri      | Est      | Aut      | Anno |
| -------------------------- | ---- | ---- | ---- | ---- | ---- | ---- | ---- | ---- | ---- | ---- | ---- | ---- | -------- | -------- | -------- | -------- | ---- |
| T. max. media (°C)         | 12,4 | 13,0 | 14,8 | 18,1 | 22,6 | 27,0 | 29,8 | 30,0 | 26,4 | 21,7 | 17,4 | 14,1 | 13,2     | 18,5     | 28,9     | 21,8     | 20,6 |
| T. min. media (°C)         | 5,6  | 5,8  | 7,3  | 9,6  | 13,3 | 17,2 | 19,8 | 20,1 | 17,4 | 13,7 | 10,1 | 7,3  | 6,2      | 10,1     | 19,0     | 13,7     | 12,3 |
| Precipitazioni (mm)        | 80   | 60   | 70   | 40   | 29   | 21   | 14   | 21   | 53   | 96   | 109  | 83   | 223      | 139      | 56       | 258      | 676  |
| Umidità relativa media (%) | 79,0 | 78,9 | 78,6 | 77,8 | 75,7 | 71,1 | 68,4 | 70,2 | 75,4 | 79,3 | 80,8 | 80,4 | 79,4     | 77,4     | 69,9     | 78,5     | 76,3 |

- Classificazione climatica di Supersano:[5]
  - Zona climatica: C
  - Gradi giorno: 1271

## Origini del nome
Il toponimo deriverebbe dal latino super sanum (più che sano) e indicherebbe la salubrità del clima e dell'aria dovuta ai terreni incontaminati sui quali si estendeva il vastissimo Bosco Belvedere. L'espressione latina potrebbe alludere anche alla saggezza e al buon senso degli abitanti. Negli antichi documenti è riportato con il nome di Supleczani o Supplessano e potrebbe essere di origine prediale, derivando dal nome latino di persona Sulpicius.

## Storia
Nel Pliocene l'attuale penisola salentina non si era ancora formata e la Serra di Supersano era una lingua di terra rocciosa larga circa 2 km che emergeva dal mare in un arcipelago di isole, insieme alle odierne Serre di Ostuni, di Ruffano, di Specchia, di Tricase, di Montesardo e quelle di Racale e Ugento ad ovest. Nel Pliocene il mare Adriatico bagnava quindi la costa dell'attuale Serra di Supersano; tuttora infatti sono visibili segni di erosione marina sul costone della Serra a nord dell'abitato. Non si sa per certo quando è comparso l'uomo in questa zona, ma dopo il ritiro del mare, ai piedi della Serra si sono avuti episodi tettonici che hanno favorito il carsismo e quindi formato grotte che recano tracce di presenza umana. Numerosi sono i materiali rinvenuti che provano la presenza dell'uomo nella preistoria, che inizia con il Paleolitico e arriva fino all'Età dei metalli. All'Età del Bronzo sono riferibili i due menhir ancora esistenti. Nell'Età Classica esistevano dei villaggi di capanne a pianta ovale. Si può parlare della presenza di alcuni insediamenti di Età Arcaica (dal VI al V secolo a.C.) dal momento che in località "Scorpo" sono stati rinvenuti i resti di una capanna o di una struttura abitativa molto semplice a pianta quadrangolare con intonaco e tracce di focolari. Un sito Ellenistico tardo antico, riferibile al IV e III secolo a.C., è localizzato nei pressi della Masseria "La Falconiera". Fu trovato vasellame a vernice nera e frammenti di unguentari. Un altro insediamento rurale tra l'età Ellenistica ed il Tardo Imperiale è il sito di "Specchia-Torricella" nel quale sono emersi materiali a vernice nera (Età Ellenistica) e a pasta grigia (Età Tardo Repubblicana). Frammenti riferibili ad un piatto di ceramica Aretina sono databili all'età augustea (I secolo a.C.-I secolo d.C.).
Al periodo storico della dominazione bizantina appartiene l'insediamento basiliano intorno alla cripta della Madonna di Coelimanna e i rinvenimenti archeologici nella palude di Sombrino, prosciugata nel 1858. Qui i resti della chiesa di Santa Maria di Sombrino e tombe medievali attestano la presenza dell'antico casale omonimo abitato sin dalla preistoria e abbandonato nel XVI secolo.
Le prime notizie certe dell'odierno nucleo abitato si hanno a partire dal 1195, quando il feudo di Supersano si trovava a far parte del Principato di Taranto. Nel 1240 Federico II trasmise il feudo al figlio Manfredi Lancia, il quale fu sconfitto e ucciso da Carlo I d'Angiò nella Battaglia di Benevento nel 1266. Con la conquista angioina del Regno di Sicilia, nel 1272 Supersano passa a Filippo Montefuscoli, poi è incorporato nuovamente nel Principato di Taranto, e infine viene ceduto alla famiglia del Balzo che ne esercita il governo fino al 1507. Nel 1480 subì la devastazione dei Turchi e il casale venne distrutto e la popolazione decimata. Il feudo rimane alla Regia Corte sino al 1538, anno in cui viene venduto ad Alfonso Branai Castriota (figlio di Bernardo e nipote di Vrana Konti) che lo acquista per conto del nipote Pirro. In seguito Supersano fu sotto la signoria dei D'Aragona, dei Carafa e, dal 1765, dei Gallone di Tricase che furono gli ultimi feudatari (1806).

### Simboli
Lo stemma e il gonfalone sono stati concessi con decreto del presidente della Repubblica del 19 maggio 1971. Nello stemma è raffigurata una foresta di abeti a rappresentare il Bosco Belvedere; nella parte superiore ci sono un grappolo d'uva e un rametto d'ulivo, le due colture principali e antiche nella zona. Fino al 1971, lo stemma comunale era caratterizzato da una grande quercia, una farnia, albero che cresceva rigoglioso nel vasto bosco.
Il gonfalone è un drappo troncato di verde e di azzurro.

## Monumenti e luoghi d'interesse

### Architetture religiose

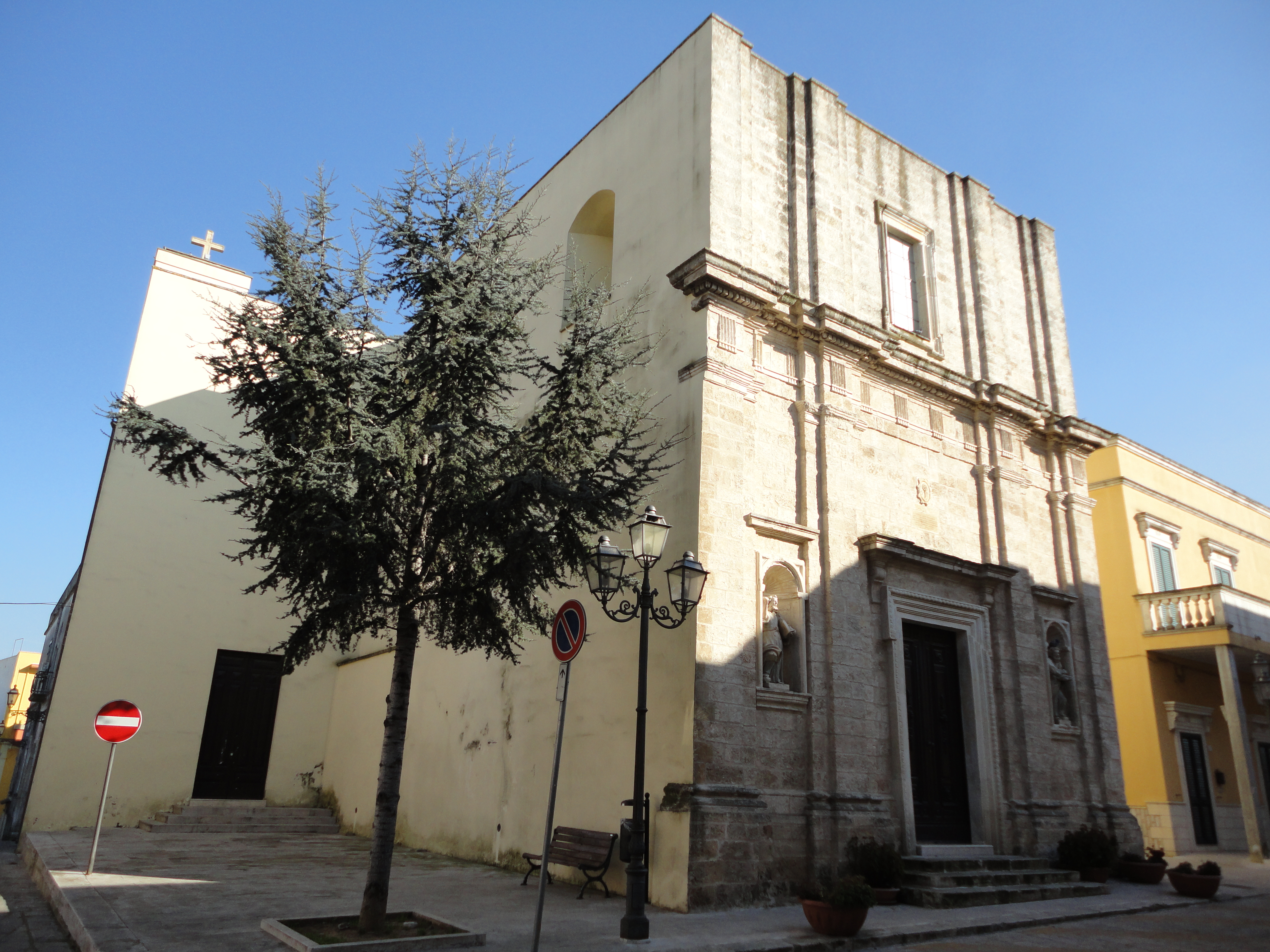
Chiesa di San Michele Arcangelo

- Chiesa di San Michele Arcangelo, sorge sulle fondamenta di una piccola chiesa, abbattuta nel 1723 in seguito alla precarietà delle strutture portanti e per le dimensioni troppo ridotte. Già nel 1711 il vicario capitolare di Ugento mons. De Rossi riportava che Supersano non aveva una chiesa capiente ad ospitare neppure 150 fedeli.[15] L'abbattimento fu ordinato da monsignor Andrea Maddalena di Napoli, allora vescovo di Ugento (1722–1724). I lavori di ricostruzione si protrassero per tantissimi anni e venne inaugurata nell'aprile del 1740. Nel 1741 venne eretto l'altare maggiore per volontà di Lucrezia De Capua, principessa di Tricase. Nel 1743 la chiesa venne danneggiata dal terremoto che scosse gran parte della penisola salentina. L'edificio, così ricostruito, aveva una pianta rettangolare ad aula unica. Preesistente a questa ricostruzione è la cappella di San Michele, la quale venne rifatta e decorata nel 1735 a cura di Marcello Filomarini, vescovo di Mileto.[16]
Rimasta inalterata per circa due secoli, nel 1933 venne interessata da lavori che determinarono l'ampliamento della struttura. Furono realizzati due bracci ottenendo così l'attuale forma a croce latina. Nel 1955, in seguito alla necessità di allargamento della strada prospiciente, l'amministrazione comunale decise di far smontare pezzo la facciata principale facendola indietreggiare di qualche metro e rimontandola così come è allo stato attuale. La facciata, in conci di carparo, è divisa in due ordini da una trabeazione ed è priva di coronamento. Il portale d'ingresso è affiancato da due nicchie contenenti le statue degli apostoli Pietro e Paolo. Tra il portale e la finestra, posti in asse, è presente un'incisione lapidea e il vecchio stemma di Supersano raffigurante una quercia tra le lettere SP maiuscole. L'interno è scandito da due brevi cappelle per lato ospitanti altari con relative tele.
- Santuario della Beata Vergine di Coelimanna, risale agli inizi del XVI secolo ma fu rifatto e ultimato nel 1746. Altri lavori di ristrutturazione furono effettuati nel 1781. Le sue origini sono legate ad una leggenda del XV secolo, secondo la quale ad una pastorella che conduceva il proprio gregge apparve una signora dalle fattezze celestiali. Diffusasi in paese la notizia, il popolo si recò sul luogo dell'apparizione e scoprì un antro e poi una cripta. Nella cripta vi era un altare con una nicchia contenente l'immagine della Madonna con l'iscrizione greco-latina Virgo Manna Coeli. Nei pressi della cripta venne innalzata la chiesa.[17] La facciata, dalle semplici linee architettoniche, si compone di portale d'ingresso e finestra centrale e termina con un timpano spezzato. L'interno è a croce greca con una complessa volta in muratura. La zona absidale, nella cui parete si apre una grande arcata, accoglie l'altare maggiore di fattura settecentesca sul quale è presente l'altorilievo in cartapesta raffigurante la pastorella che indica al parroco la Beata Vergine di Coelimanna. A sinistra dell'altare è presente un pulpito ligneo mentre sopra la zona d'ingresso si eleva la cantoria. Un gruppo statuario riproduce l'altorilievo dell'altare.

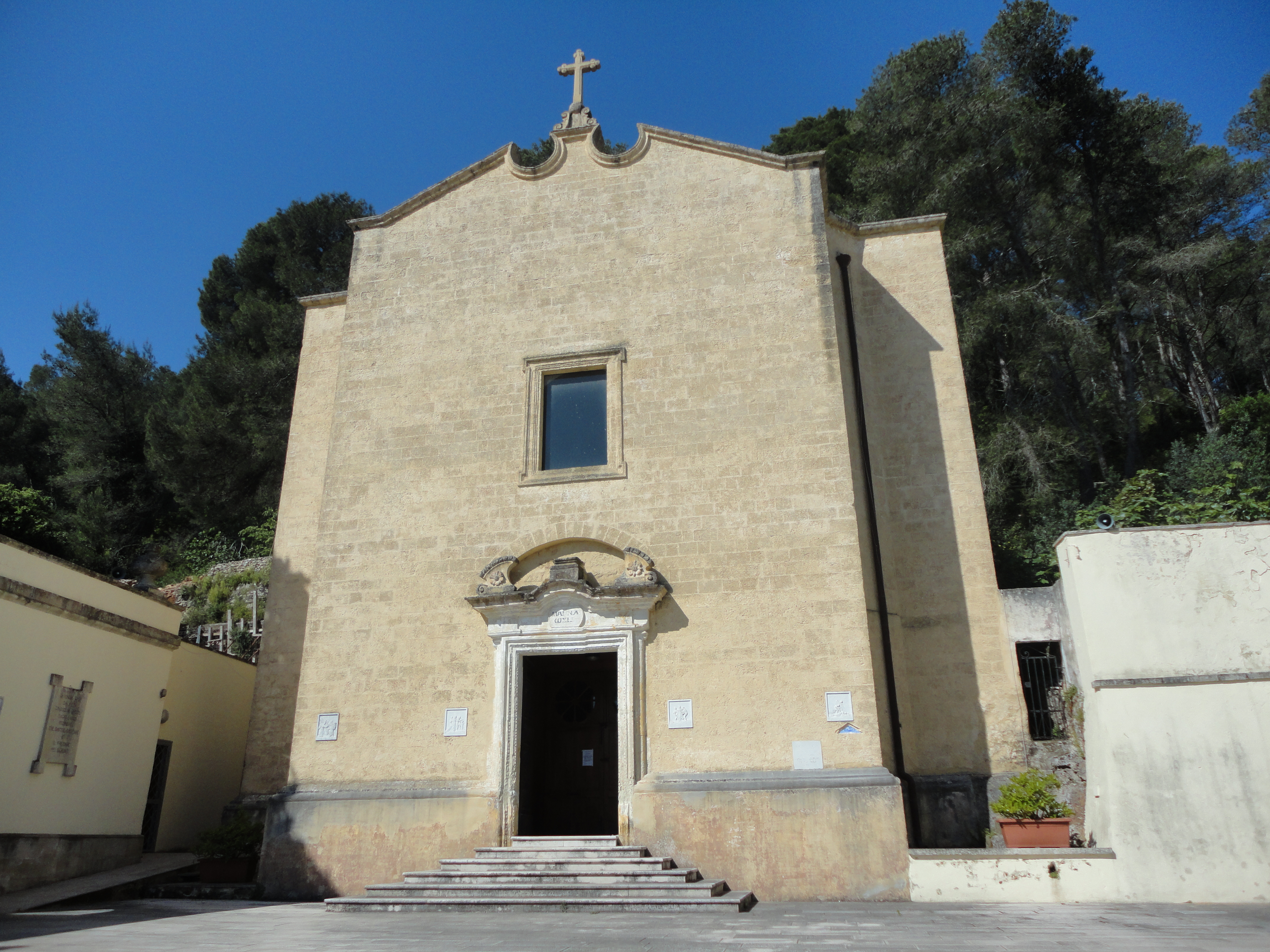
Santuario della Beata Vergine di Coelimanna
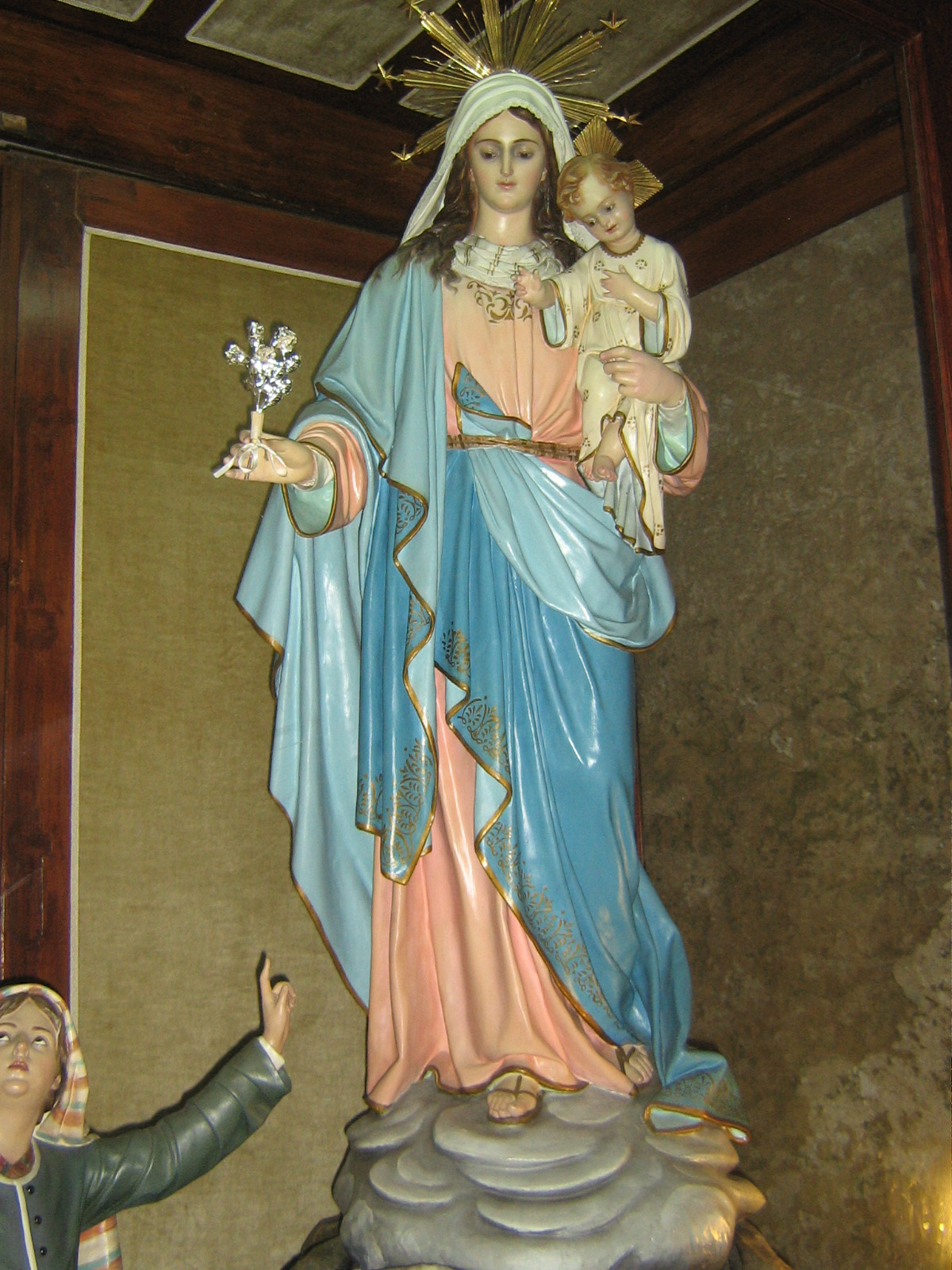
Statua della Madonna di Coelimanna
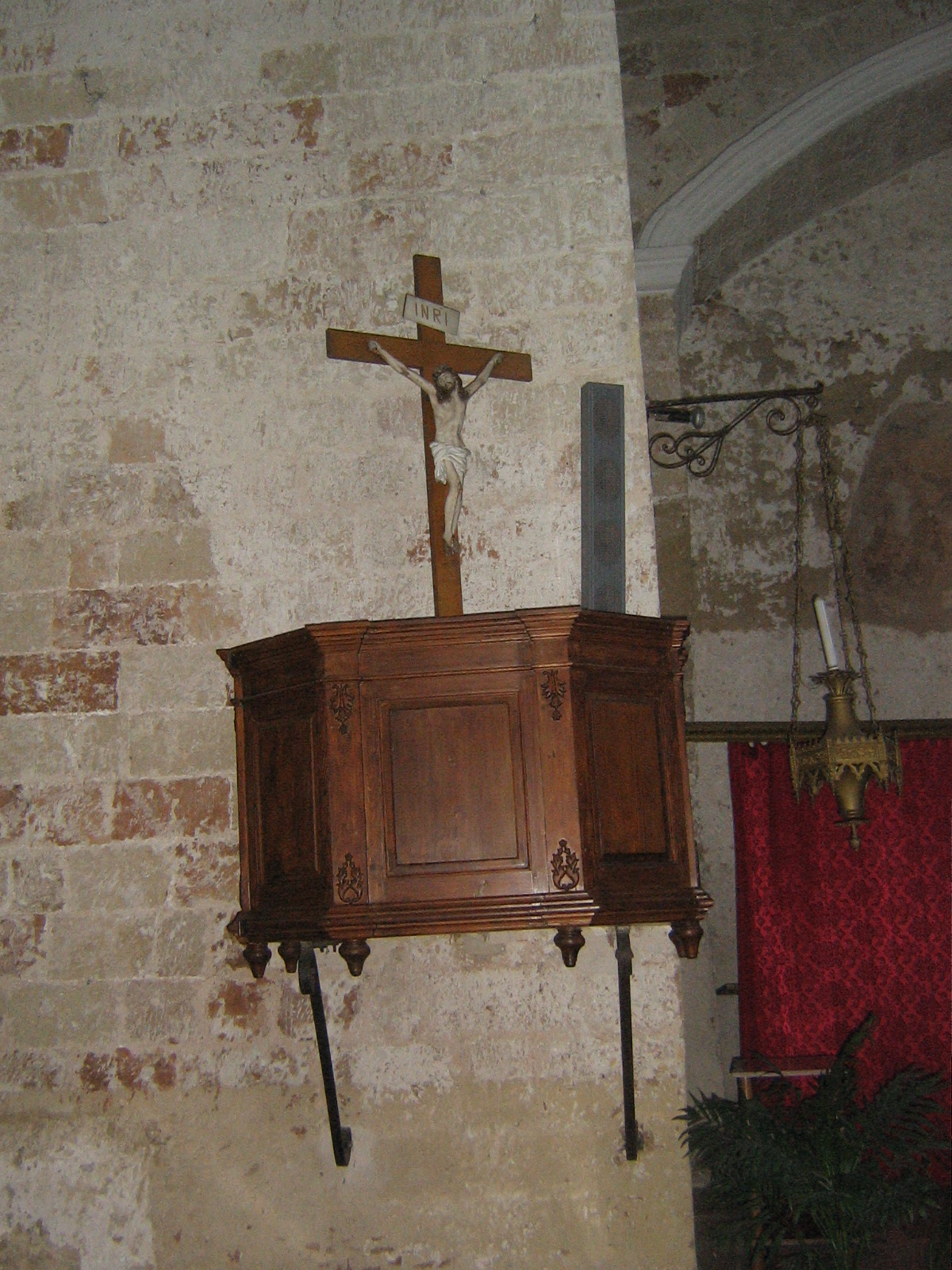
Pulpito
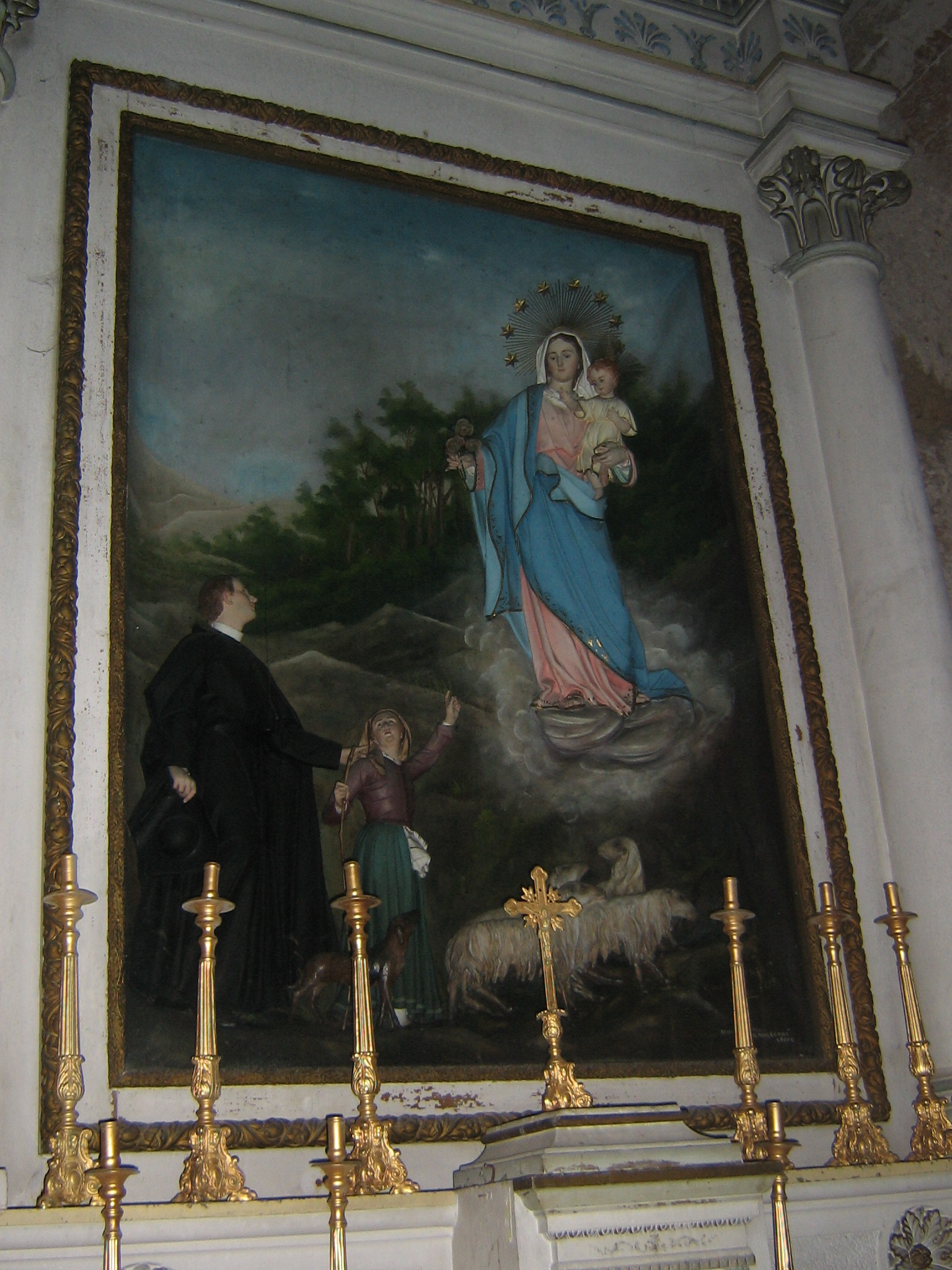
Altare Maggiore, altorilievo

- Cripta della Beata Vergine di Coelimanna, è riconducibile al tardo XIII secolo, periodo a cui sono databili i più antichi affreschi murali. È una delle poche cripte non ipogee presenti nella provincia di Lecce essendo stata ricavata scavando nel costone tufaceo della serra di Supersano. Si accede attraverso un ingresso largo circa un metro. Ha una distribuzione degli spazi interni che rievoca la ripartizione secondo la disposizione della basilica paleocristiana. L'ambiente della cripta, che ha una forma vagamente rettangolare, è diviso da due pilastri di diversa forma e dimensione, sui quali è impostato un arco. Misura 7,5 m di larghezza e 15 m di lunghezza. Il pavimento è in terra battuta con alcune tracce di cocciopesto; il soffitto è disposto in una doppia altezza: più basso nella zona di ingresso, più alto nella zona interna ricavata successivamente. Sono presenti due altari, di cui uno (l'originale) è situato di fronte all'ingresso e un altro, in stile barocco, è posizionato nell'ambiente interno e accoglie un affresco bizantino della Madonna. Sono visibili resti di sedili, di nicchie e nella zona d'imbocco di un cunicolo, resti di una fonte battesimale[18]. Nel primo ambiente si trova il ciclo iconografico più antico (XIII secolo) e più precisamente: San Giovanni Battista, San Nicola di Myra, un santo anonimo, Cristo in trono, il dittico dei Santi Andrea e Michele, Santo Stefano con un Santo Vescovo, Vergine con Bambino, Vergine in trono con Bambino e la Madonna della Misericordia. Nel secondo ambiente si conservano i dipinti più recenti, fra cui un San Lorenzo, eseguiti con colori a calce tra il XVI e l'inizio del XVIII secolo.[19]
L'origine del nome Coelimanna è da ricercare nella manna estratta nel Tardo Medioevo da qualche varietà di Fraxinus ornus, pianta ancora esistente in zona.[20]

### Architetture militari

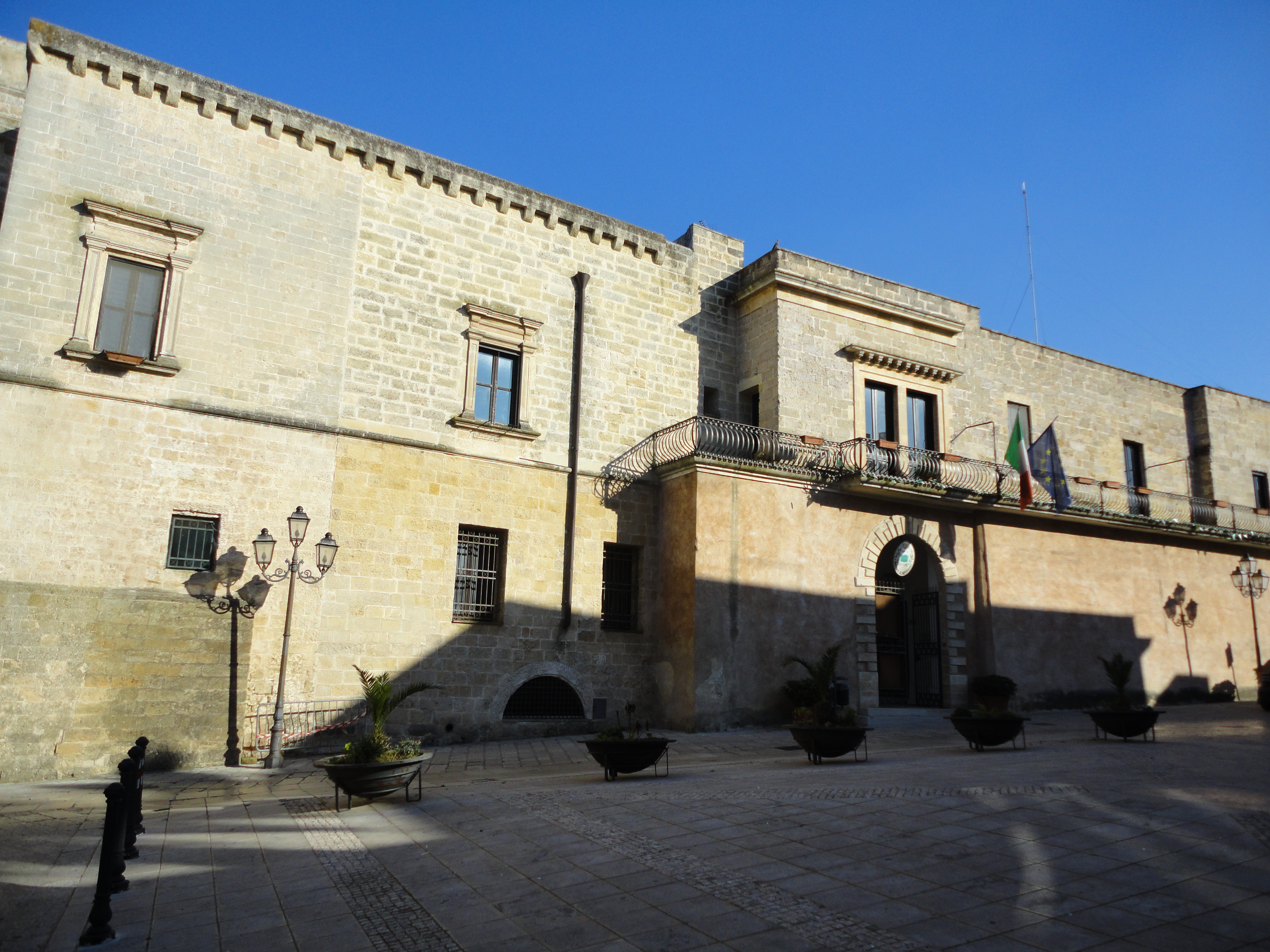
Castello

- Castello, è sorto nel periodo normanno con la costruzione del mastio, ora in parte inglobato nelle strutture successive del XV e XVI secolo. Si trattava di una torre interamente staccata dagli ambienti che successivamente furono edificati intorno. Nel XIV secolo il castello entra nei possedimenti della famiglia Del Balzo, che ne sottolinearono il possesso con l'inserimento dello stemma gentilizio della stella a cinque punte e con la costruzione di nuovi ambienti. In particolare tra la fine degli anni Settanta del Quattrocento e i primi anni Ottanta il castello fu aggiornato alle nuove tecniche ossidionali. Fu in quegli anni inserita infatti la torre poligonale con apprestamento per le troniere, dove su uno dei lati compare ancora una volta lo stemma dei Del Balzo[21]. La ristrutturazione comunque si dovette a Giovan Paolo del Balzo, il quale dotò di quattro torri angolari il castello di cui resta visibile solo quella esposta a nord-est, essendo le altre inglobate nella struttura e quella a nord-ovest crollata agli inizi del Novecento. A partire dal XVI secolo, la fortezza non subisce più variazioni architettoniche rilevanti nonostante il repentino alternarsi di feudatari. Presenta un prospetto severo con una lunga balconata e finestre di gusto rinascimentale. Superato il portale d'accesso si accede alla scala monumentale che porta al piano nobile. Nel 1984 è acquistato dall'amministrazione comunale che lo restaura e vi trasferisce la sede municipale.[22]

### Siti archeologici

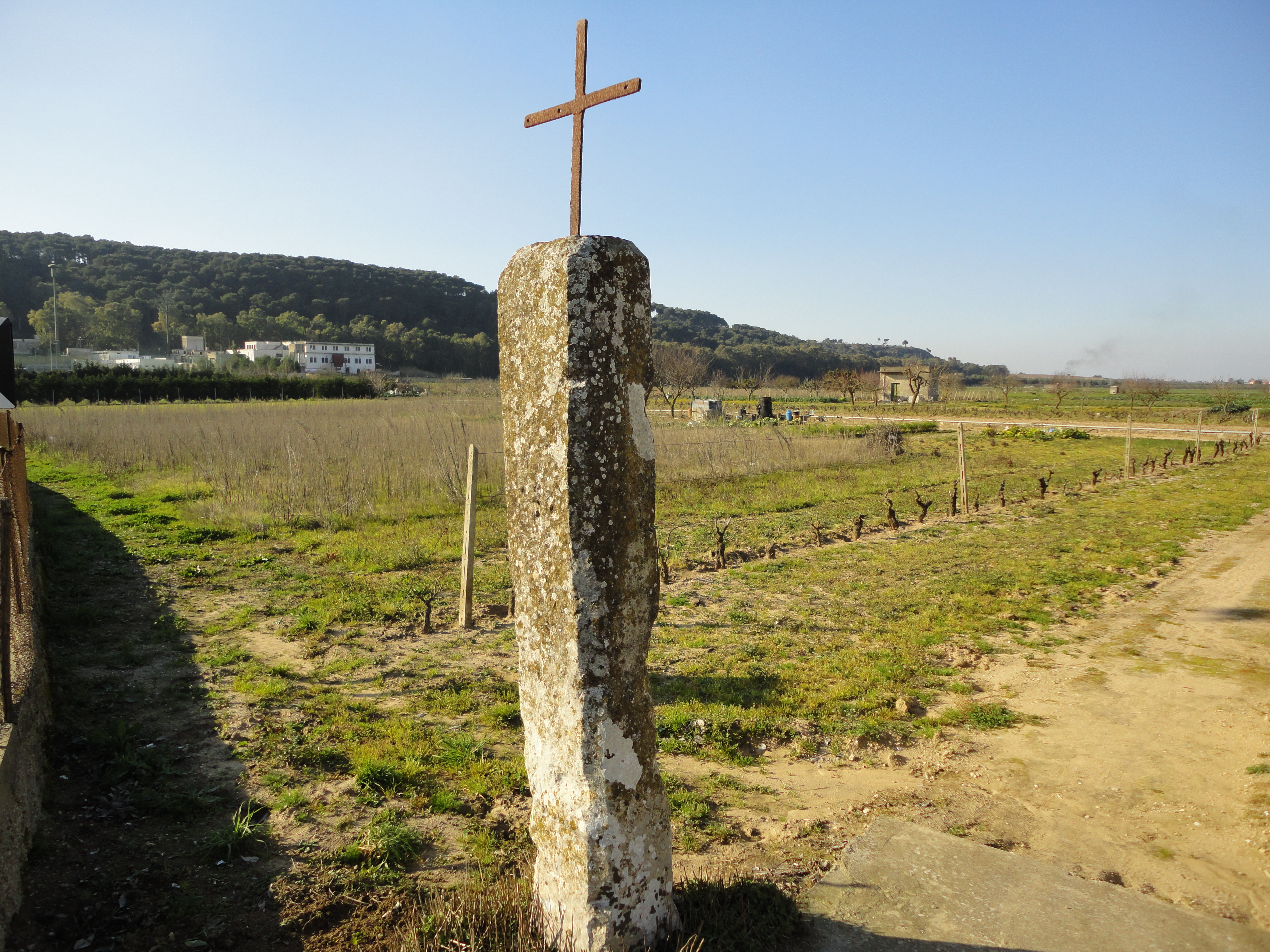
Menhir Coelimanna

- Menhir Coelimanna, alto 200 cm, presenta una basa quadrata (37 × 37 cm) ed è leggermente inclinato verso W. Attaccato da numerose formazioni licheniche, regge una croce in ferro in sommità. La facciata a S ha graffita una croce sulla sua superficie e tre grosse tacche sullo spigolo.
- Menhir Parco Rimembranze 1 e 2, si tratta di due menhir presenti nel parco Rimembranze e qui ricollocati in seguito al loro recupero. Del primo (50 × 26 cm) rimane solo un tronco dell'altezza di 150 cm che presenta una croce di ferro infissa in sommità. Il secondo menhir (40 × 20 cm), rinvenuto da Pino De Nuzzo nel 1999, presenta un'altezza di 2 m e spigoli squadrati e regolari. Quest'ultimo era utilizzato quale "ponte" di attraversamento di un canale.
- Casale di San Giacomo di Sombrino, è un sito archeologico abitato dalla preistoria al XVI secolo. L'insediamento reca importanti tracce archeologiche che vanno dal Paleolitico superiore all'età dei metalli, un villaggio neolitico, resti romani e tombe medievali. In epoca basiliana, in virtù della sua particolare posizione geografica, divenne un centro di sosta per pellegrini. Rimangono in piedi i resti della chiesa, come la facciata medioevale e il tetto a capanna. Il casale venne abitato sino al Cinquecento quando fu definitivamente abbandonato.

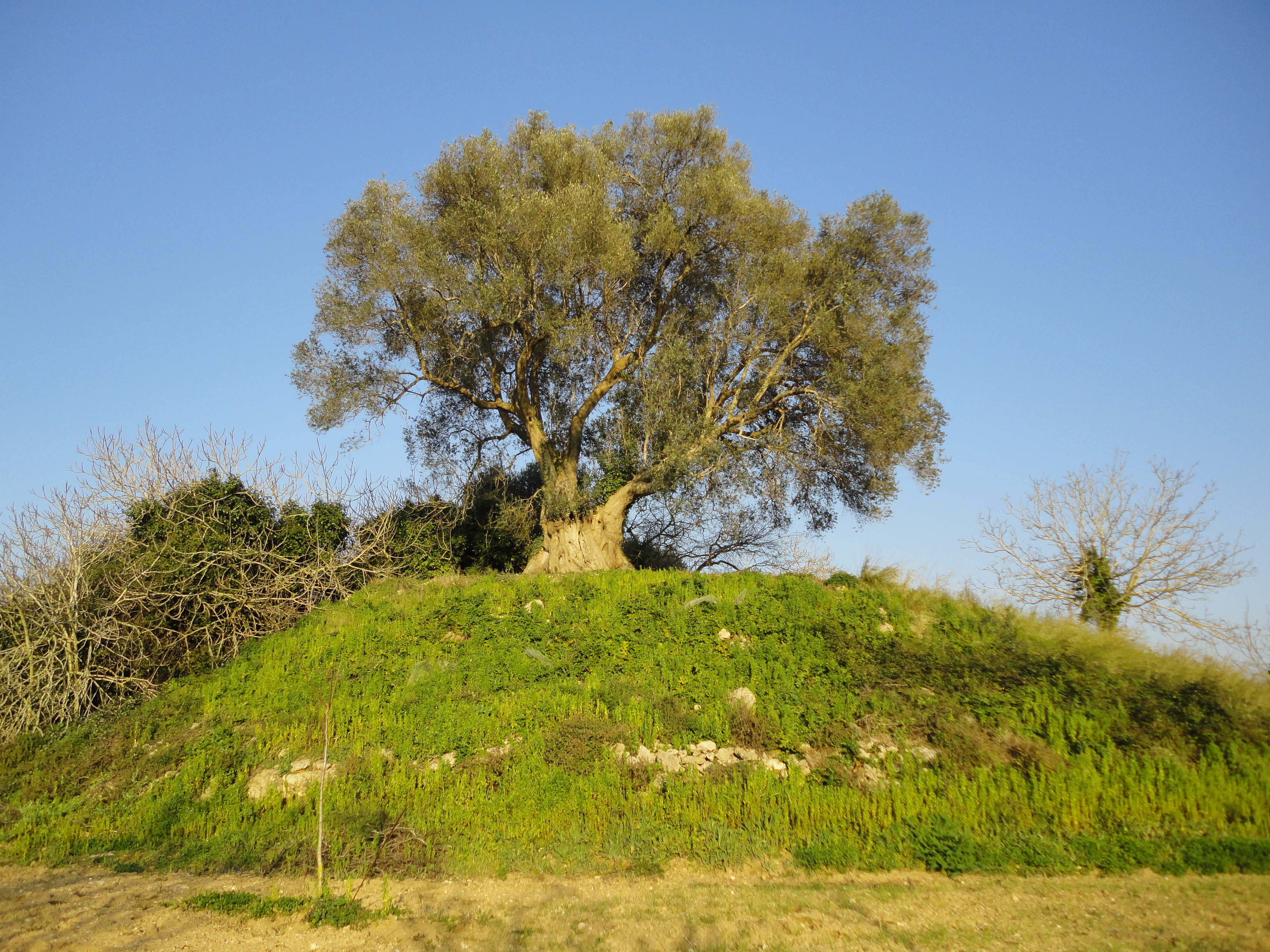
Motta di Specchia Torricella

- Motta di Specchia Torricella, è un tipo di fortificazione normanna situata nell'omonima località al confine sud-orientale del territorio di Supersano. In tale località è presente un terrapieno con sulla sommità resti di una torre di forma circolare, da cui si poteva agevolmente controllare tutto il territorio circostante. Alla base fino alla metà degli anni Ottanta del Novecento era ancora in situ il muro di contenimento posto alla base della Motta, delimitandone la circonferenza, costituito da blocchi di tufo (quadrotti) carparigno dell'altezza di circa 150/170 cm fuori terra. Ma già negli anni Novanta era quasi scomparso. Il muro presentava n apparecchio murario isodomo e realizzato ad opera d'arte. Più che una Motta dava l'idea di un'antica tomba ellenistica. Le motte infatti sono monticelli artificiali sormontati da una struttura di legno o di pietra. La terra per il monticello veniva ricavata da un fossato, scavato intorno alla motta. La superficie esterna del monticello poteva essere ricoperta di argilla o rinforzata con supporti di legno. La torre doveva essere ancora in piedi nel 1464, essendo citata in un documento tra le torri di vedetta all'interno del bosco di Belvedere, mentre un feudo col nome Torricella compare in un atto del 1641.[23] Di certo tutta la zona, dal punto di vista toponomastico, è denominata la "turre" o le "Turri" in gergo, e comprende in parte anche il territorio di Nociglia, segno che la struttura ossidionale controllava e dominava un vasto territorio ed in connessione con altre strutture fortificate puntuali dei comuni limitrofi.
- Scavi archeologici, in località Scorpo è venuto alla luce un insediamento di età medievale, nel corso di lavori di ampliamento dell'area industriale avvenuti nel 1999. Gli scavi sono stati tenuti dall'Università del Salento e dalla soprintendenza archeologica della Puglia. Durante gli scavi sono emerse alcune strutture riferibili a fondi di capanne (finora rilevati sono in Nord Europa, a Poggibonsi in Toscana e a Brescia) che le datazioni al C14 e il materiale ceramico riferiranno poi al periodo medievale e precisamente tra la fine del VII fino al X secolo. Ulteriori scavi hanno fatto emergere una fossa di scarico ricca di ossa animali e un frammento di vetro probabilmente proveniente dall'area adriatica Venezia o Istria. Inoltre di particolare interesse risulta un muro di altezza discreta, probabilmente aveva una semplice funzione di delimitare il villaggio, il cui percorso completo non è chiaro. Attiguo al muro vi è inoltre un pozzo che ha restituito ceramica da cucina e importanti resti di semi vegetali, in particolare chicchi di uva.[24]

### Aree naturali
- Bosco della Serra di Mucurone, è un'area di macchia mediterranea di circa 2.000 m². Il Bosco è stato oggetto di un intervento di riqualificazione ambientale concretizzatosi nella realizzazione del Parco Naturalistico e nel Centro visite. Il Parco è attraversato da antiche strade campestri, denominate tratturi, percorrendo le quali si può osservare la ricca biodiversità del territorio. Nel Centro visite viene rappresentato l'ambiente della Serra, con diorami dedicati alla flora e alla fauna del bosco, pannelli didattici e un plastico nel quale viene rappresentato il ciclo dell'acqua. Parte del Bosco ai piedi della Serra di Mucurone, è area privata gestita dall'Associazione Agrosilvae, per la salvaguardia delle zone umide e non solo, tutela del paesaggio, oltre al monitoraggio dell'avifauna stanziale e migratoria.

## Società

### Evoluzione demografica
Abitanti censiti

### Etnie e minoranze straniere
Al 31 dicembre 2017 a Supersano risultano immigrati 127 cittadini stranieri. La nazionalità più rappresentata è quella marocchina con 99 residenti.

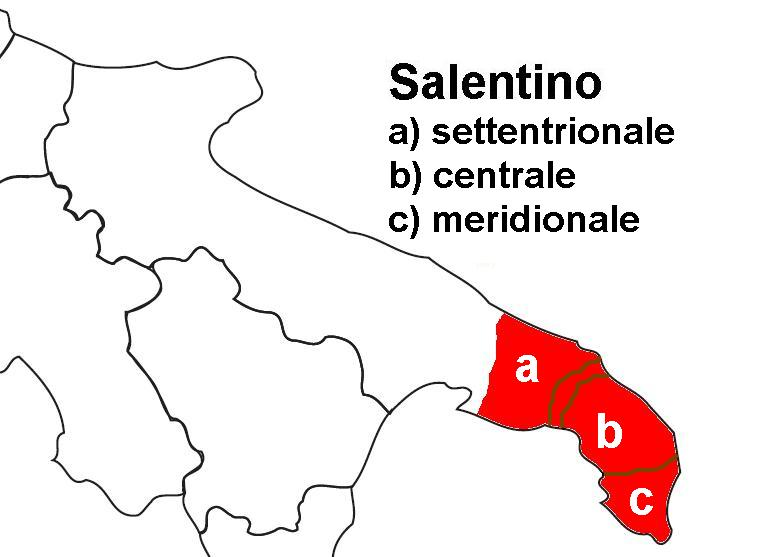
Diffusione del dialetto salentino

### Lingue e dialetti
Il dialetto parlato a Supersano è il dialetto salentino nella sua variante meridionale. Il dialetto salentino, appartenente alla famiglia delle lingue romanze e classificato nel gruppo meridionale estremo, si presenta carico di influenze riconducibili alle dominazioni e ai popoli stabilitisi in questi territori nei secoli: messapi, greci, romani, bizantini, longobardi, normanni, albanesi, francesi, spagnoli.

## Cultura

### Istruzione

#### Scuole
Nel comune di Supersano hanno sede una scuola dell'infanzia, una scuola primaria e una scuola secondaria di I grado appartenenti al locale Istituto Comprensivo Statale. Sono presenti inoltre due scuole dell'infanzia paritarie.

### Eventi
- Carnevale Supersanese[27]
- Festa di San Michele Arcangelo - 7 e 8 maggio
- Festa della Madonna Beata Vergine Coelimanna - prima domenica di luglio
- Salento Sound Festival - 30 luglio[28]

## Economia
L'economia locale, in passato prevalentemente agricola ed artigianale, ha subito dalla fine degli anni ottanta una decisa trasformazione verso schemi organizzativi di tipo industriale, in particolare piccole aziende manifatturiere dedite al comparto del calzaturiero e della carpenteria metallica, all'industria tessile e dell'abbigliamento, alla lavorazione del legno. Importante voce in capitolo è data dalla produzione olearea. Il terziario è rappresentato in prevalenza da esercizi commerciali. Il settore turistico ha conosciuto un repentino sviluppo grazie al recupero di numerose masserie abbandonate riconvertite in agriturismi e in strutture ricettive e alberghiere.

## Infrastrutture e trasporti

### Strade
I collegamenti stradali che interessano il comune sono:
- Strada statale 16 Adriatica;
- Strada statale 275 di Santa Maria di Leuca Maglie-Santa Maria di Leuca uscita Strada provinciale 86 Supersano-Nociglia.
- Strada Provinciale 362, Galatina-Cutrofiano-Supersano-Ruffano;
- Strada Provinciale 173, Supersano-Scorrano;
- Strada Provinciale 174, Supersano-Casarano;
- Strada Provinciale 240, Supersano-intersezione Strada Provinciale 172, Surano-Torrepaduli-Ruffano.

## Amministrazione
Di seguito è presentata una tabella relativa alle amministrazioni che si sono succedute in questo comune.
| Periodo        | Periodo        | Primo cittadino     | Partito                          | Carica              | Note   |
| -------------- | -------------- | ------------------- | -------------------------------- | ------------------- | ------ |
| 26 giugno 1985 | 31 maggio 1990 | Roberto De Vitis    | Democrazia Cristiana             | Sindaco             | [ 30 ] |
| 31 maggio 1990 | 24 aprile 1995 | Alberto Andrani     | Partito Socialista Italiano      | Sindaco             | [ 30 ] |
| 24 aprile 1995 | 14 giugno 1999 | Roberto De Vitis    | centro-destra                    | Sindaco             | [ 30 ] |
| 14 giugno 1999 | 14 giugno 2004 | Giuseppe Stefanelli | centro-sinistra                  | Sindaco             | [ 30 ] |
| 15 giugno 2004 | 7 marzo 2008   | Giuseppe Stefanelli | centro-sinistra                  | Sindaco             | [ 30 ] |
| 7 marzo 2008   | 8 giugno 2009  | Paola Mauro         |                                  | Comm. straordinario | [ 30 ] |
| 8 giugno 2009  | 26 maggio 2014 | Roberto De Vitis    | lista civica                     | Sindaco             | [ 30 ] |
| 26 maggio 2014 | in carica      | Bruno Corrado       | lista civica Obiettivo Supersano | Sindaco             | [ 30 ] |

## Sport
Dal 2023 la squadra di calcio cittadina è l'A.S.D. Supersano, che nella stagione 2024-25 milita nel girone C della Seconda Categoria pugliese. I suoi colori sociali sono il giallo e il blu. Gioca le partite in casa al Campo Sportivo Comunale Antonio Preite. Con la vittoria del campionato, nella stagione calcistica 2025-26 militerà nel girone C di Prima Categoria.